# Buszkowy
Buszkowy (do 31 grudnia 2013 Buszkowy Górne; niem. Buschkau) – wieś w Polsce położona w województwie pomorskim, w powiecie gdańskim, w gminie Kolbudy.
Prywatna wieś szlachecka położona była w drugiej połowie XVI wieku w powiecie gdańskim w województwie pomorskim. W latach 1945–98 (także po 1975) miejscowość administracyjnie należała do województwa gdańskiego.
W 1598 we wsi powstał zbór ariański, który istniał do lat dwudziestych XVII w. W 1648 r. właścicielem wsi Buszkowy był Krzysztof Arciszewski.